# Geelkeelbreedbektiran
De geelkeelbreedbektiran (Platyrinchus flavigularis) is een zangvogel uit de familie Tyrannidae (tirannen).

## Verspreiding en leefgebied
Deze soort komt voor van Venezuela tot Peru en telt twee ondersoorten:
- P. f. flavigularis: van westelijk Venezuela tot zuidoostelijk Peru.
- P. f. vividus: noordwestelijk Venezuela.

## Status
De grootte van de populatie is niet gekwantificeerd maar de soort wordt omschreven als zeldzaam tot schaars. Op de Rode lijst van de IUCN heeft deze soort de status niet bedreigd.